# Hylaeus pfankuchi
Hylaeus pfankuchi là một loài ong trong họ Colletidae. Loài này được Alfken miêu tả khoa học đầu tiên năm 1919.